# Donji Kraj (Mošćenička Draga)
Donji Kraj je priobalno naselje u Hrvatskoj u sastavu općine Mošćeničke Drage. Nalazi se u Primorsko-goranskoj županiji. 

## Upravna organizacija
Dio je naselja Kraja, zajedno se Gornjim Krajem koji se nalazi zapadno. 
S njime je upravno spojen u jedno naselje i tvore jednu katastarsku općinu.
Na popisu stanovništva 2010. vodi se pod svojim imenom, a na popisu 2011. kao dio Kraja.

## Zemljopis
Jugozapadno je Obrš, sjeverozapadno je Sveti Anton, sjeverno je Medveja. Jugozapadno su Grabrova, Sveti Petar, Mošćenička Draga i Mošćenice.

## Stanovništvo
| broj stanovnika | 629   | 651   | 217   | 120   | 145   | 119   | 732   | 666   | 108   | 98    | 107   | 123   | 108   | 119   | 103   |
|                 | 1857. | 1869. | 1880. | 1890. | 1900. | 1910. | 1921. | 1931. | 1948. | 1953. | 1961. | 1971. | 1981. | 1991. | 2001. |